# Memorial de Curitiba
O Centro Cultural Memorial de Curitiba é um espaço público dedicado a múltiplas atividades culturais. O prédio está localizado no centro histórico de Curitiba, capital do Estado do Paraná.
O memorial faz parte dos espaços culturais existentes no setor histórico da cidade (Largo da Ordem), assim como o Museu de Arte Sacra da Arquidiocese de Curitiba, a Casa Romário Martins, o Palácio Wolff ou o Palácio Garibaldi. 

## História
O projeto foi idealizado (na gestão de Jaime Lerner) a partir de 1992 para as comemorações dos 300 anos de Curitiba (comemorado em 1993) e inaugurado em 1996, na gestão de Rafael Greca.

## Estrutura e arquitetura
O prédio, que possui cinco mil metros quadrados de área, distribuídos em quatro andares e cobertura, conta com diversos espaços destinados a exposições, permanentes e rotativas, como os salões: Paranaguá, Paraná e Brasil e a "Capela dos Fundadores"; um auditório para apresentações artísticas e palestras, que é o "Teatro Londrina" com 144 lugares; o "Mirante do Marumbi" (na cobertura) e uma praça interna para grandes eventos, a "Praça do Iguaçu", com um córrego artificial e uma fonte d'água. Entre salas destinadas a seminários, palestras, oficinas e congressos, o espaço também abriga a "Sala Himeji".
Projetado pelo arquiteto Fernando Luiz Popp, possui linhas modernas em estrutura de aço e concreto, com paredes em vidros transparentes. O prédio é inspirado no pinheiro paranaense, um dos símbolos oficiais do Paraná.

## Acervo
Entre as exposições permanentes de seus salões, o memorial possui importantes peças históricos em seu acervo, como: os altares rétabulos do século XVIII da antiga Matriz de Curitiba (derrubada para dar lugar a Catedral Basílica Menor de Nossa Senhora da Luz dos Pinhais), talhados em madeira policromada (este altar foi usado pelo Papa João Paulo II para celebrar uma missa quando o pontífice visitou a cidade); volutas e sacrários antigos (as peças religiosas estão na "Capela dos Fundadores"); pinturas de Sérgio Ferro; esculturas como a de Victor Brecheret (“Tocadora de Guitarra”), Poty Lazzarotto (“Leonardo Da Vinci”), escultura em bronze de Zaco Paraná (“Cavalo Marinho” e “O Sonho”), "O Bóia-fria em Curitiba" de Expedito Rocha e peças de Ricardo Todd, João Turin ou Elvo Benito Damo (algumas peças do acervo foram encomendadas pelo então governador Moisés Lupion para ornar um chafariz em sua residência, e mais tarde foram doadas ao município), entre outras.
A Sala Himeji expõe a maquete do "Castelo de Himeji", principal atração turística da cidade japonesa de Himeji (cidade irmã de Curitiba). A maquete foi doada pela população da cidade japonesa em 1997 e instalada na Praça do Japão. Em 2017, foi transferida para o memorial.